# Jaume Alomar
Jaume Alomar Florit (Sineu, 24 dicembre 1937 – Petra, 6 agosto 2024) è stato un ciclista su strada spagnolo.

## Biografia
Professionista tra il 1959 ed il 1968, nel 1963 in maglia Cite vinse una tappa al Giro d'Italia e la Coppa Agostoni. In carriera si aggiudicò anche due Trofei Masferrer e una tappa al Giro di Romandia. Anche suo fratello Francisco Alomar fu ciclista professionista.

## Palmarès
- 1958 (dilettanti)

Paris-Ézy
- 1961 (Peugeot, due vittorie)

3ª tappa Tour de l'Oise (Beauvais > Creil)
classifica generale Tour de l'Oise
6ª tappa Volta Ciclista a Catalunya (Lleida > Tortosa)
- 1963 (Cite & Pinturas Ega & Hoteles de Mallorca, sette vittorie)

3ª tappa Vuelta a Andalucía (Cadice > Jerez de la Frontera)
4ª tappa Vuelta a Andalucía (Siviglia > Isla Cristina)
3ª tappa Vuelta a Levante (Vinaròs > Nules)
3ª tappa Giro d'Italia (Bari > Campobasso)
6ª tappa Volta Ciclista a Catalunya (Tarragona > Tortosa)
7ª tappa, 1ª semitappa Volta Ciclista a Catalunya (Tortosa > Salou)
Coppa Agostoni
- 1964 (Cite & Massias, due vittorie)

2ª tappa Setmana Catalana (Montcada i Reixac > Barcellona, valido come Trofeo Masferrer)
- 1965 (Ferrys, tre vittorie)

4ª tappa Vuelta a Levante
1ª tappa Setmana Catalana (Barcellona > Vilanova i la Geltrú, valido come Trofeo Doctor Assalit)
Barcellona-Andorra
1ª tappa Vuelta a Mallorca
- 1966 (Fagor, due vittorie)

Gran Premio Muñecas de Famosa
1ª tappa Vuelta a Mallorca
- 1967 (Fagor, quattro vittorie)

1ª tappa Setmana Catalana (Barcellona > Manlleu, valido come Trofeo Doctor Assalit)
2ª tappa Setmana Catalana (Barcellona > Castelldefels, valido come Trofeo Masferrer)
4ª tappa Giro di Romandia (Le Locle > Sainte-Croix)
3ª tappa, 1ª semitappa Vuelta a Mallorca
- 1968 (Fagor, una vittoria)

2ª tappa, 2ª semitappa Vuelta a los Valles Mineros

## Piazzamenti

### Grandi Giri
- Giro d'Italia

1963: 15º
- Tour de France

1961: fuori tempo massimo (2ª tappa)
1962: ritirato (19ª tappa)
1967: ritirato (12ª tappa)
- Vuelta a España

1963: 33º
1965: 24º
1966: ritirato (5ª tappa)

### Classiche monumento
- Milano-Sanremo

1961: 17º
1964: 65º
1965: 41º
1967: 34º
1968: 95º
- Giro di Lombardia

1964: 22º